# Japanischer Riesenbarsch
Der Japanische Riesenbarsch (Lates japonicus, japanisch アカメ Akame „Rotauge“) ist ein großer Raubfisch, der im Süden Japans vorkommt. Nachgewiesen wurde der seltene Fisch in der Tosa-Bucht in der Präfektur Kōchi auf der Insel Shikoku und auf Kyūshū in der Präfektur Miyazaki.

## Merkmale
Er wird maximal 130 Zentimeter lang und kann ein Maximalgewicht von 33 kg erreichen. Vom Barramundi (Lates calcarifer), dessen Verbreitungsgebiet sich südlich anschließt, unterscheidet sich der Japanische Riesenbarsch durch einen im Verhältnis zur Länge höheren Körper, einen dritten Rückenflossenstachel, der länger ist als die Bauchflossen. Der zweite Flossenstachel der Afterflosse ist länger als der dritte (umgekehrt bei Lates calcarifer). Die Brustflossen werden von 16 Flossenstrahlen gestützt (17 oder 18 bei Lates calcarifer).
Ausgewachsene Japanische Riesenbarsche sind grau gefärbt mit einem bläulichen oder silbrigen Schimmer, auf der Bauchseite heller, mit schwarzen Flossen und tiefroten Augen. Jungfische sind dunkelbraun mit zwei hellgelben Längsbändern.
- Flossenformel: Dorsale 1 VII-VIII, Dorsale 2 I/11, Anale III/8, Pectorale 16, Ventrale I/5.
- Schuppenformel 7-8/61-63/12-13.
- Wirbel 25 (11+14).
- Pylorusschläuche 5.

## Lebensweise
Der Japanische Riesenbarsch ist ein großer Raubfisch, der in den Mündungsgebieten größerer Flüsse und Küstengebiete lebt. Die Laichzeit ist von Juni bis August.

## Gefährdung
Auf der nationalen Roten Liste gefährdeter Süß- und Brackwasserfische Japans wird der Japanische Riesenbarsch als stark gefährdet eingestuft. Die IUCN stuft die Art als gefährdet ein. Eine Bedrohung ist vor allem die Fischerei. Zudem nehmen geeignete Brutgebiete mit Seegräsern durch Baumaßnahmen ab. Eines der Hauptbrutgebiete in der Präfektur Miyazaki an der Flussmündung des Ōyodo wurde durch den Hafenbau zerstört. Seit 2006 wurde die Art in der Präfektur unter Schutz gestellt.